# Lilium GmbH

Lilium GmbH（リリウム）は、ドイツ・ミュンヘンを拠点とするベンチャー企業。空飛ぶタクシー用の小型電動航空機（空飛ぶクルマ）の開発を行っている。

## Lilium Jet
Lilium Jet（リリウム・ジェット）は、ドイツのLilium GmbHが開発している100％電気動力の小型機。垂直離着陸（VTOL）可能で、ホバリング後そのまま水平前進飛行に移行するため、滑走路を必要としない。
2017年4月20日に世界初の2人乗りプロトタイプの（無人）テスト飛行を成功させ、垂直離陸から水平飛行へのスムーズな移行を証明した。
2019年に有人飛行テストを行うこと、2025年には5人乗車可能なエアタクシーとしての実用化を目指している。

## 概要
CEOダニエル・ウィーガンド (Daniel Wiegand, 1985-) が2013年にLilium Jetを起草。2年後の2015年に同じミュンヘン工科大学出身の3人のエンジニア、パトリック・ネーサン、マティアス・マイナー、セバスティアン・ボーンと共に4人でLilium GmbHを創業した。ウィーガンドは、自動車の運転免許を取得できる年齢に達する前の14歳の時にすでにパラグライダーの免許を取得している。
2016年シリーズAの資金調達では、スカイプの共同創業者ニクラス・ゼンストローム経営のAtomico、ドイツの投資家、Frank Thelenの会社Freigeist社などが参加。
2017年4月のテスト飛行成功後に行ったシリーズBでは9,000万ドルを調達した。ラウンドの参加者は、既にシリーズAで投資を行ったAtomico社のほかに中国のIT大手テンセント (Tencent) 、ツイッター共同創業者のエヴァン・ウィリアムズ氏創業のObvious Ventures、プライベート銀行LGTなど。このラウンドの資金調達の主な目的は5人乗りのLilium Jetを開発することである。
同じVTOLタイプの有人ドローンを製造している競合会社として、スタートアップでダイムラーなどが出資するドイツのボロコプター、中国のイーハン、グーグル共同創始者ラリー・ペイジが出資するキティー・ホーク社、大手では米国のハイヤー配車会社Uber、エアバス、ロールス・ロイスなどがある。

## 資金調達と上場
同社は当初、欧州宇宙機関（ESA）のビジネス・インキュベーションセンター・バイエルンに支援されていた。Liliumは、Cleantech Group（CTG）が後援しているEarly Stage Company of the Year Awardを2018年受賞した。
2020年3月に2億4000万米ドル相当の新しい資金調達ラウンドが完了した。数ヶ月後、金融投資会社のBaillie Giffordが資金提供し、さらに3000万米ドルが利用可能となった。
2021年3月末、LiliumはGeneral Motors元取締役Barry Engleが設立した特別買収目的会社（SPAC）Qell Acquisitionとの合併を通じて、2021年夏までに米国のNASDAQに上場する意向を発表した。ティッカー・シンボルは"LILM"。合併の結果、既存事業は24億米ドルと評価される。これにより、同社は、最大8億3000万米ドルの新規資金調達を行う予定である。 SPACの新規株式公開（IPO）の一環として、リリウムは米国の航空サプライヤーであるハネウェルとのパートナーシップを発表した。ハネウェルはアビオニクスの供給と同時に、リリウムの株式保有を検討している。

## 経営陣
Lilium GmbHは2017年より有名企業からや有名企業出身者をリクルートし、マネージメント強化を図っている。テスラのEMEA地域における人事主任であったメギー・セイラーが2017年2月にLilium GmbHの人事部長として就任した。7月には配車アプリサービス大手Gettのイギリス件西欧州ディレクターやGroupon北欧州地域の最高執行責任者を歴任したレモ・ゲルバーがCCOとして就任。 旅客航空機の製造大手エアバスでヴァイスプレジデント、ロールス・ロイスで製造エンジニアリングディレクターを務めたディルク・ゲブザーが製造ディレクターとして就任。2018年5月には、BMW 、ミニ、フィアット、アルファロメオ、フェラーリ、マクラーレンのカーデザインで著名なフランク・ステファンソンがプロダクションデザインディレクターとして、8月には、Esprit Image社でブランドマーケティング主任だったArnd Muellerがマーケティング担当副社長に就任している。

## 主な仕様と機能
- 垂直離着陸（VTOL）が可能
- 動力は小型の電動ダクテッドファンであるが、ターボファンエンジンのように空気を圧縮するとしている。
- ファンを36基搭載し、一つの故障が機体の安全性や安定性を脅かさないように安全性の確保を図っている[20]
- 最高速度は時速300キロメートルに達し、１回の充電で300キロ以上航続可能[21]
- エネルギー消費量は電気自動車に相当（ドローンのような回転翼機と比べて90%少ない）[19][20]
- 騒音はバイク以下